# Juan Manuel Besnes e Irigoyen
Juan Manuel Besnes e Irigoyen (Donòstia, 13 de juliol de 1789 - Montevideo, 20 d'agost de 1865) fou un pintor i cal·ligrafista uruguaià d'origen basc.

## Biografia
Fill del matrimoni entre el francès Joseph Besné Chavallie, originari de Grenville (Sena Marítim) i de María Antonia de Irigoyen Gaz, provinent de Tolosa, Juan Manuel era el més gran de vuit germans. La parella s'havia casat a la Parròquia de Sant Vicenç Levita i Màrtir, i tots els germans de Juan Manuel van ser batejats allí.
Quan va començar la guerra franco-espanyola de 1808, en la qual existia un fort sentiment anti-francès en territori espanyol, Juan Manuel va decidir canviar el seu cognom. En arribar a Montevideo, va utilitzar el cognom de sa mare també.
El 1808 va arribar a la Banda Oriental (actual Uruguai), a bord del vaixell "Nuestra Señora de la Concepción", el qual havia salpat del port de Pasajes. No hi ha registres sobre les seves primeres ocupacions, i se li ha atribuït la d'assistent del governador de Montevideo, Francisco Javier de Elío, entre d'altres, tot i que d'acord amb la seva condició de nouvingut probablement hi hagi ocupat un càrrec menys rellevant a l'administració pública.